# Parque Juan Carlos I

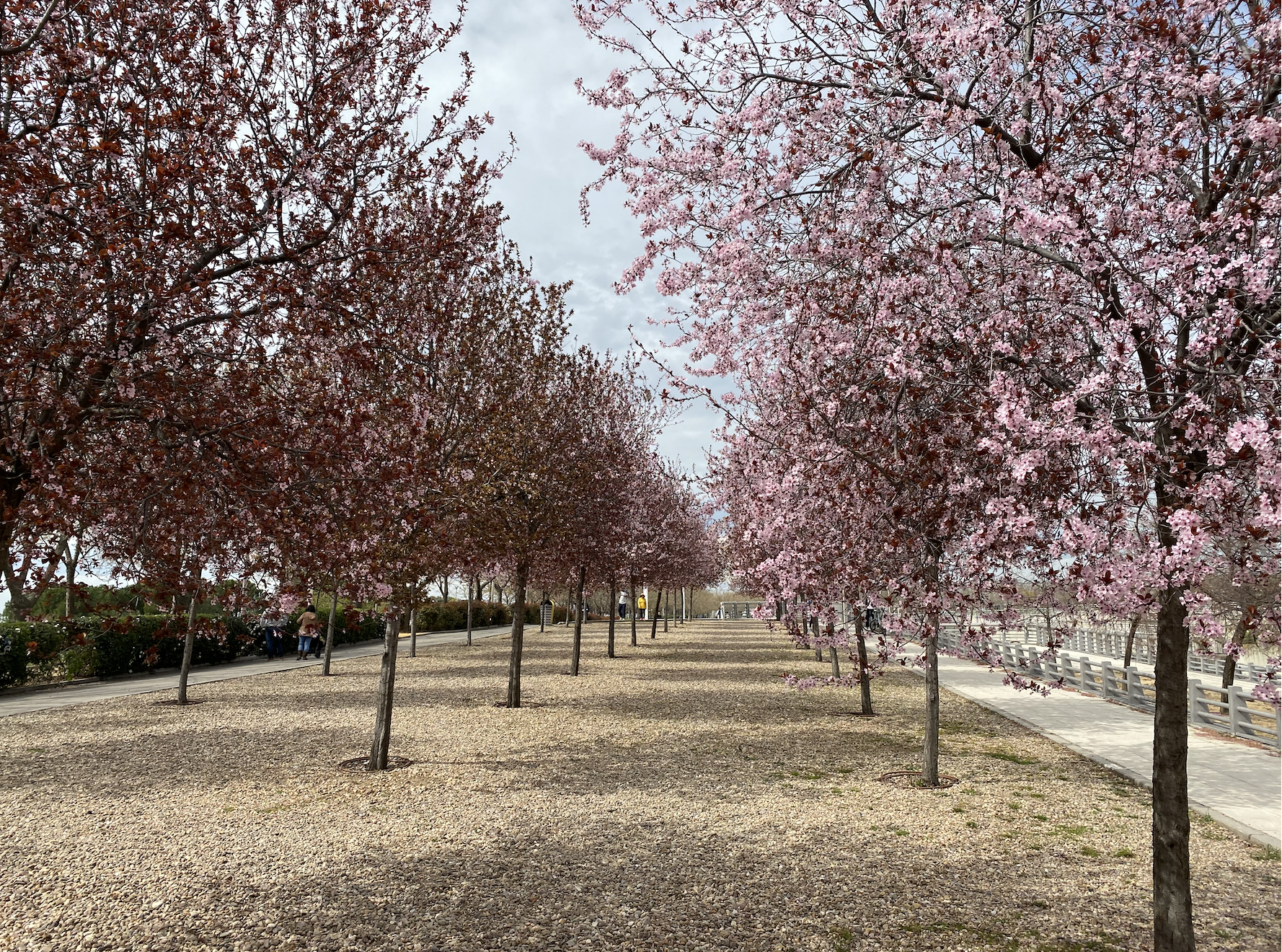
Cerezos en el Parque Juan Carlos I

El parque Juan Carlos I es un parque público ubicado al nordeste de Madrid, en el barrio de Corralejos (distrito de Barajas). Se extiende por un área de 160 ha, que lo convierten en el segundo parque más grande de la capital española, por delante del parque del Retiro (118 ha) y solo superado por el cercano parque forestal de Valdebebas-Felipe VI. Cuenta con un lago, un auditorio al aire libre y numerosas esculturas abstractas. El parque cuenta con un tren gratuito que lo recorre.
Los autores son los arquitectos José Luis Esteban Penelas y Emilio Esteras Martín.

## Historia
En la década de los años 1980 se proyectó que la zona fuera un espacio moderno orientado al turismo y a los congresos internacionales. La zona urbanizada vendría a bautizarse como Campo de las Naciones. En él se construyó el Palacio de Congresos Municipal que, a partir de 1988 estuvo a cargo de una empresa pública llamada Campo de las Naciones. En 2006 la empresa fue rebautizada como Madrid Espacios y Congresos S.A., con el nombre comercial de Madridec. Madridec terminó gestionando el Palacio de Congresos y el edificio Apot. Fuera de esa área, Madridec también gestionó el Recinto Ferial de la Casa de Campo y la Caja Mágica. No obstante, en 2013 Madridec quebró y todas sus deudas y activos pasaron a ser gestionadas directamente por el Ayuntamiento.
En 1991 se inauguraron en el Campo de las Naciones las instalaciones feriales para el Ifema.

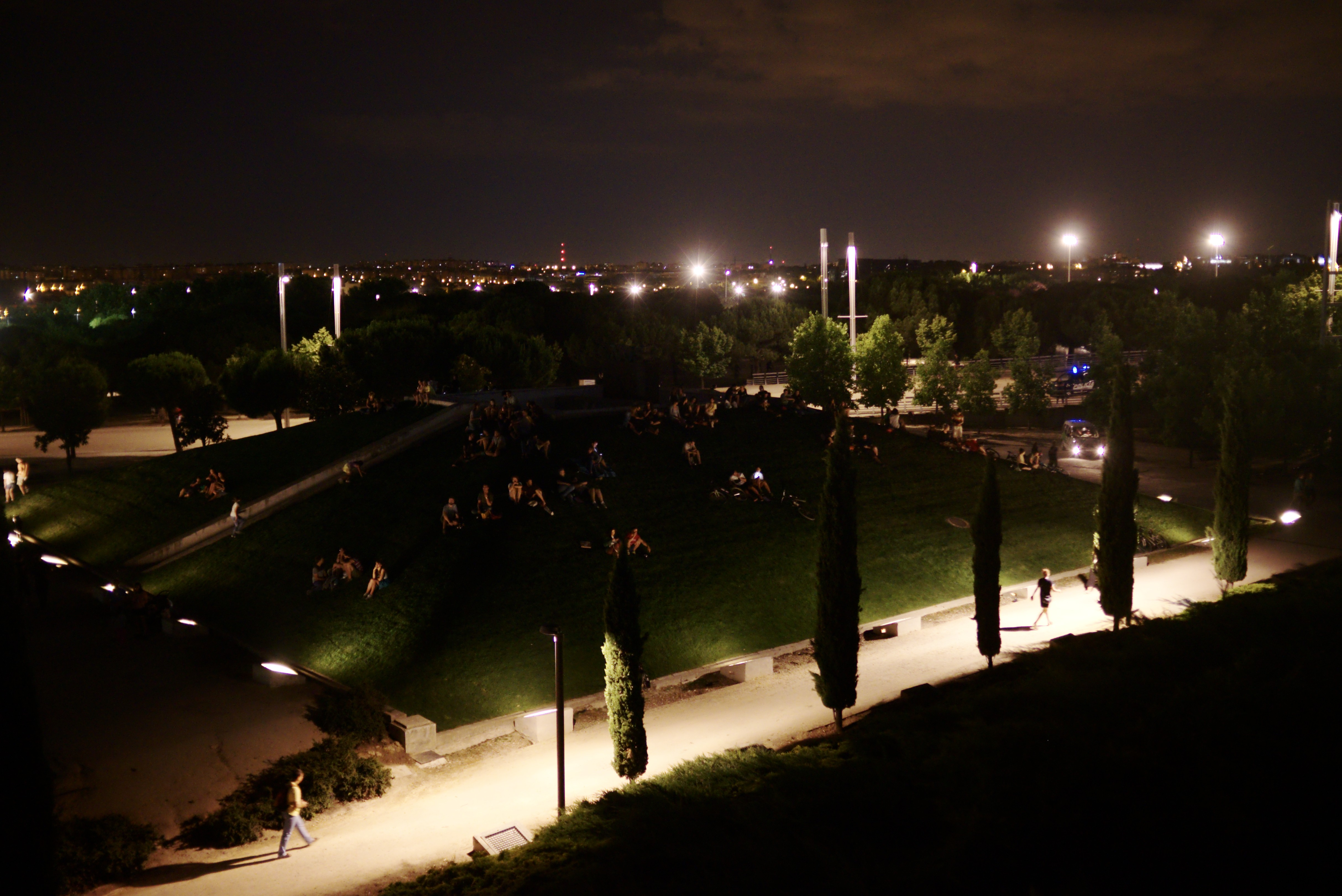
Vista nocturna

Junto al Campo de las Naciones se inauguró el 7 de mayo de 1992 el parque Juan Carlos I. Ese mismo año, Madrid era la Capital Europea de la Cultura. El parque está gestionado por el Área de Gobierno de Medio Ambiente del Ayuntamiento de Madrid. Ese mismo año tuvieron lugar las Olimpiadas de Barcelona y la Exposición Universal de Sevilla. Un año antes, en 1991, se había inaugurado el gran auditorio al aire libre del parque, con capacidad para 9500 personas.
El 5 de mayo de 2014, la Asociación Cultural "Barajas, distrito BIC" solicitó a la Dirección General de Patrimonio Histórico de la Comunidad de Madrid que el parque fuera declarado Bien de Interés Cultural, en la categoría de "Paisaje Cultural".

## Ubicación

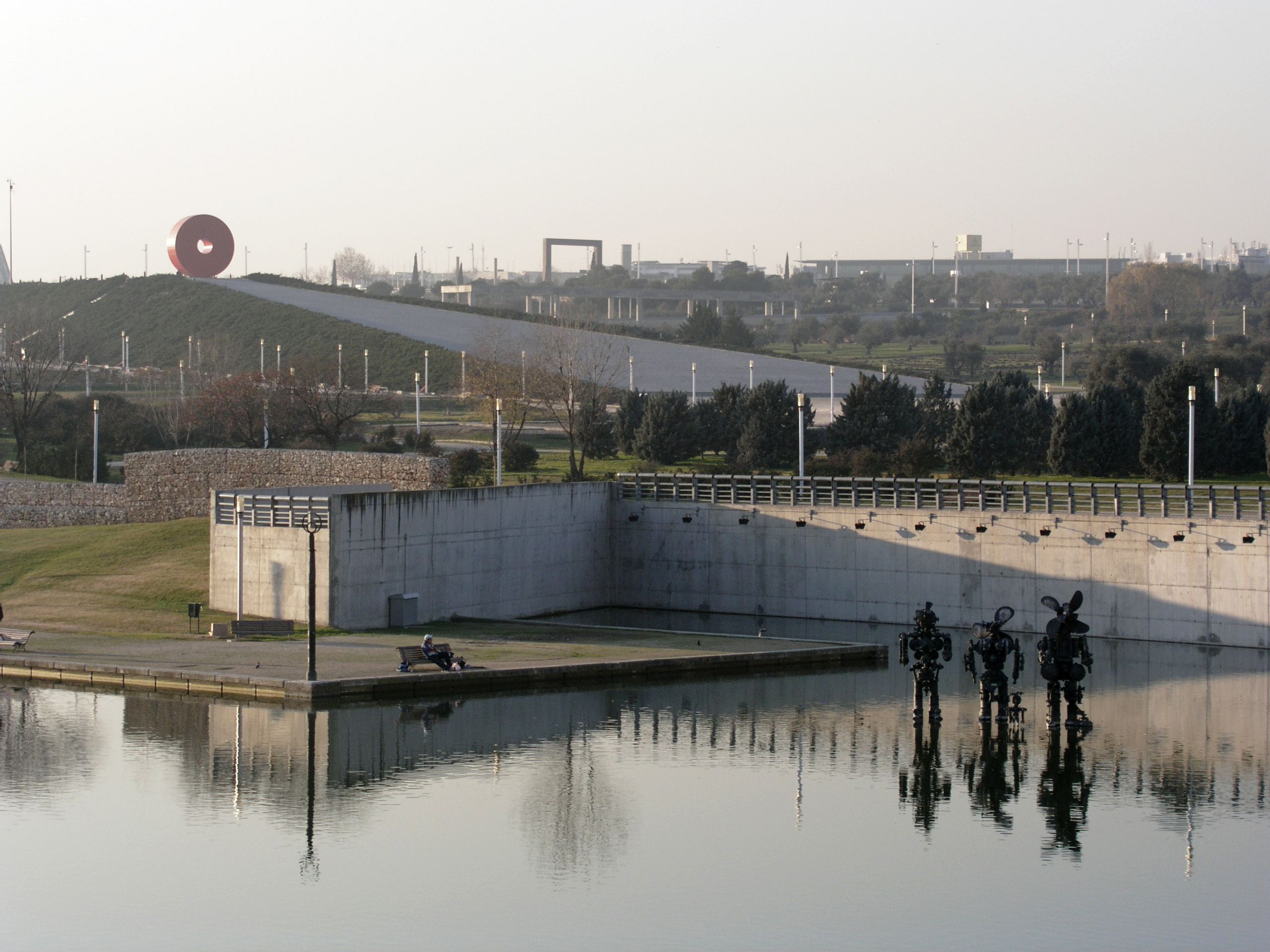
Parque Juan Carlos I, visto desde el sur. La escultura Eolos se encuentra a la derecha y la obra Espacio México al fondo.

Está emplazado en el área del antiguo Olivar de la Hinojosa, del que se han conservado una buena cantidad de olivos. Tras la transformación de la zona a finales de los años 80, se crea el complejo del Campo de las Naciones, con las instalaciones feriales del Ifema, el Palacio Municipal de Congresos y una zona de oficinas y hoteles. El parque fue levantado en la parte oriental del complejo.
El parque está delimitado por la autovía M-40 al sur, la calle de Dublín al oeste, las instalaciones del Club de Golf Olivar de la Hinojosa al norte y la avenida de Logroño al este. Esta última calle lo separa del parque de El Capricho (ubicado en la Alameda de Osuna).
El parque tiene cinco entradas repartidas en distintos flancos.
Está organizado alrededor de un anillo de un kilómetro de diámetro y cuarenta metros de anchura. En la parte externa del mismo, se encuentran las zonas de acceso, aparcamientos, el auditorio y áreas verdes. La parte interior del anillo alberga proyectos de jardinería, alguna plaza, los jardines de Las Tres Culturas (judía, árabe y cristiana), la estufa fría y una parte del canal acuático de casi dos kilómetros de longitud navegable en parte.

## Esculturas

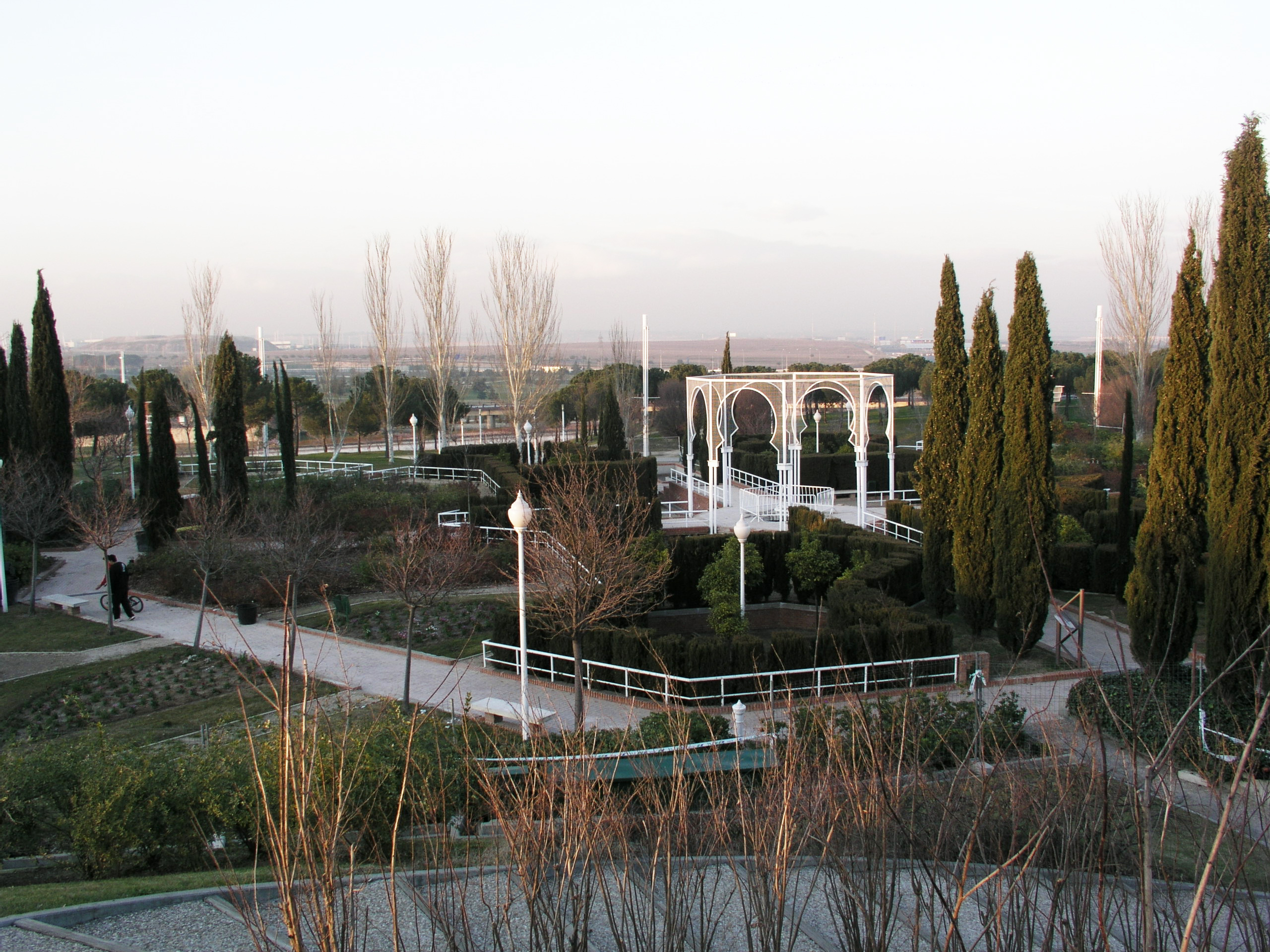
Jardín de las tres culturas

En el parque se encuentran distribuidas 19 esculturas abstractas de diferentes artistas de diversos países. Once esculturas fueron realizadas por escultores de prestigio internacional que participaron en el Simposio Internacional de Esculturas a Aire Libre, celebrado en el recinto del parque en 1992. Posteriormente han sido levantadas el resto de esculturas. El recorrido para visitar las esculturas es denominado "Senda de las Esculturas".
1. Dedos (Mario Irarrázabal, Chile, 1994)
2. Encuentros (Mustafa Arruf, España, 1998)
3. Eolos (Paul Van Hoeydonck, Bélgica, 1992)
4. Espacio Méjico (Andrés Casillas y Margarita García Cornejo, México, 1992)
5. Fisicromía para Madrid (Carlos Cruz Díez, Venezuela, 1992)
6. Homenaje a Agustín Rodríguez Sahagún (Toshimitsu Imai, Japón, 1992)
7. Homenaje a Galileo Galilei (Amadeo Gabino, España, 1992)
8. Homenaje a las víctimas del Holocausto (Samuel Nahon Bengio, Israel, 2007)
9. Los cantos de la encrucijada (Leopoldo Maler, Argentina, 1992)
10. Manolona Opus 397 (Miguel Berrocal, España, 1992)
11. Monumento a Don Juan (Víctor Ochoa, España, 1994)
12. Monumento a la paz (Yolanda D'Augsburg, Brasil, 1992)
13. My sky hole/Madrid (Bukichi Inoue, Japón, 1992)
14. Pasaje azul (Alexandru Arghira, Rumania, 1992)
15. Paseo entre dos árboles (Jorge Castillo, España, 1995)
16. Sin título (Dani Karavan, Israel, 1992)
17. Sin título (José Miguel Utande, España, 1992)
18. Viaje interior (Michael Warren, Irlanda, 1992)
19. Viga (Jorge Dubon, México, 1992)

Senda de las Esculturas
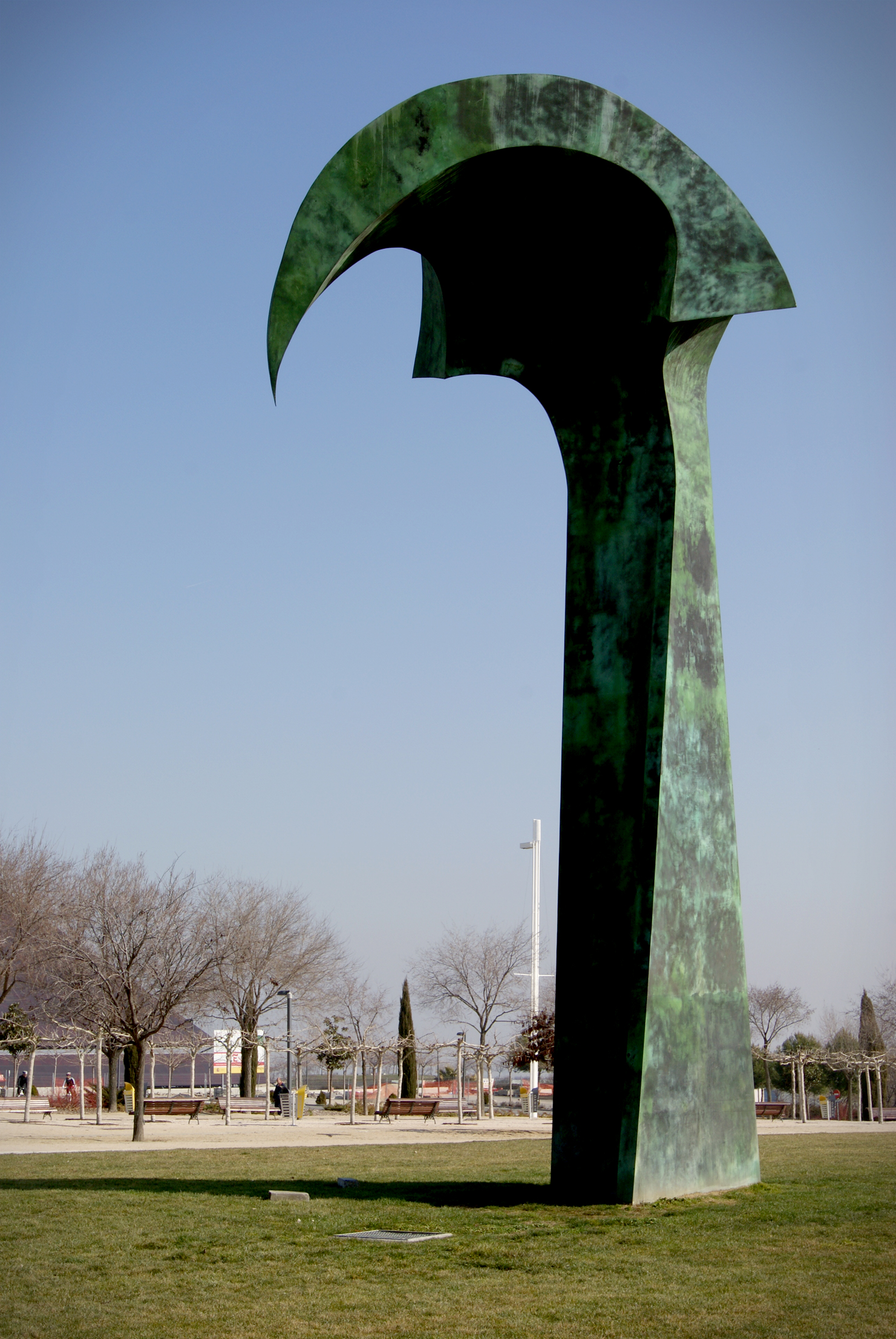
Encuentros (Mustafa Arruf, 1998)
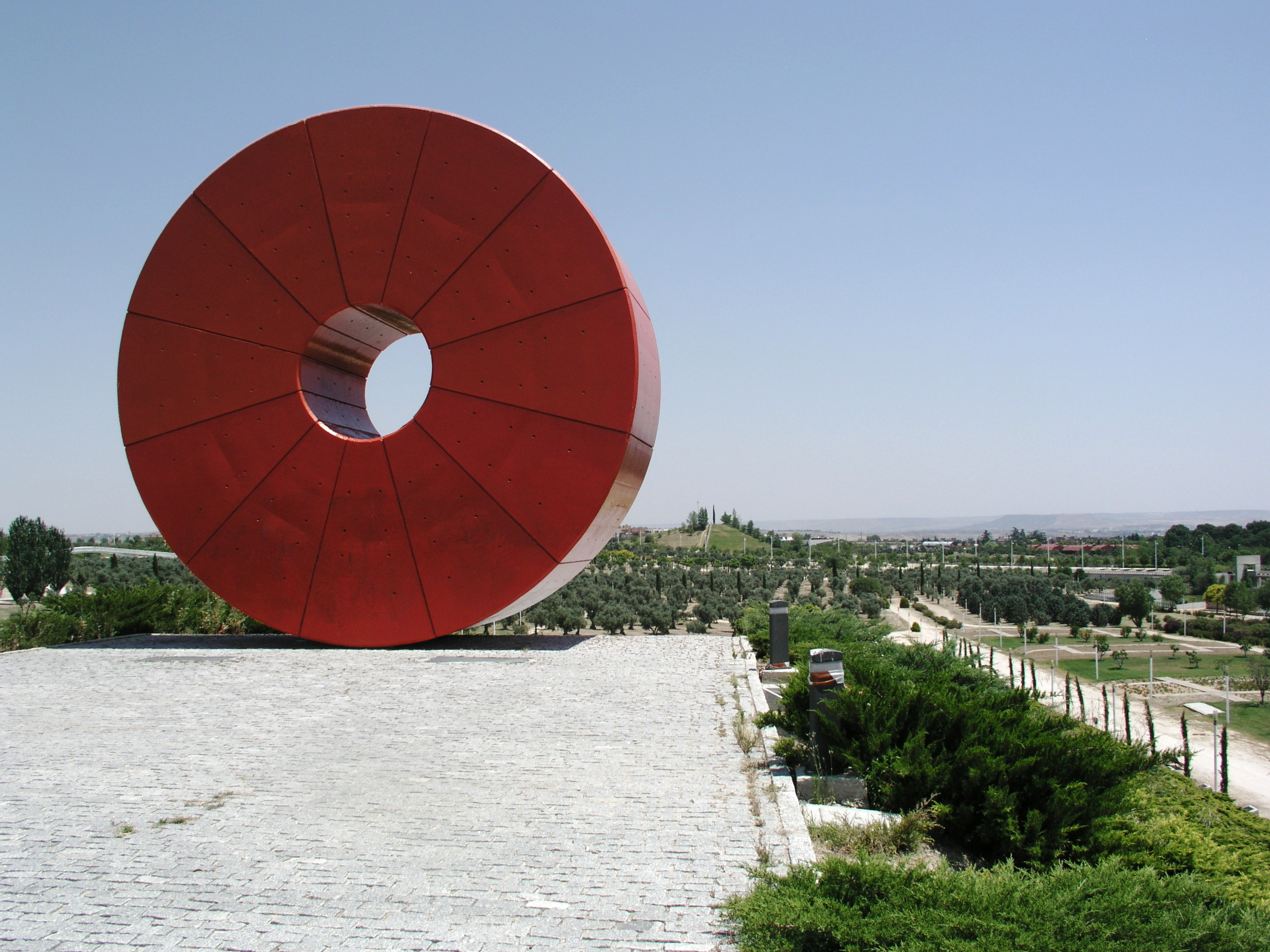
Espacio Méjico (Andrés Casillas y Margarita García Cornejo, 1992)
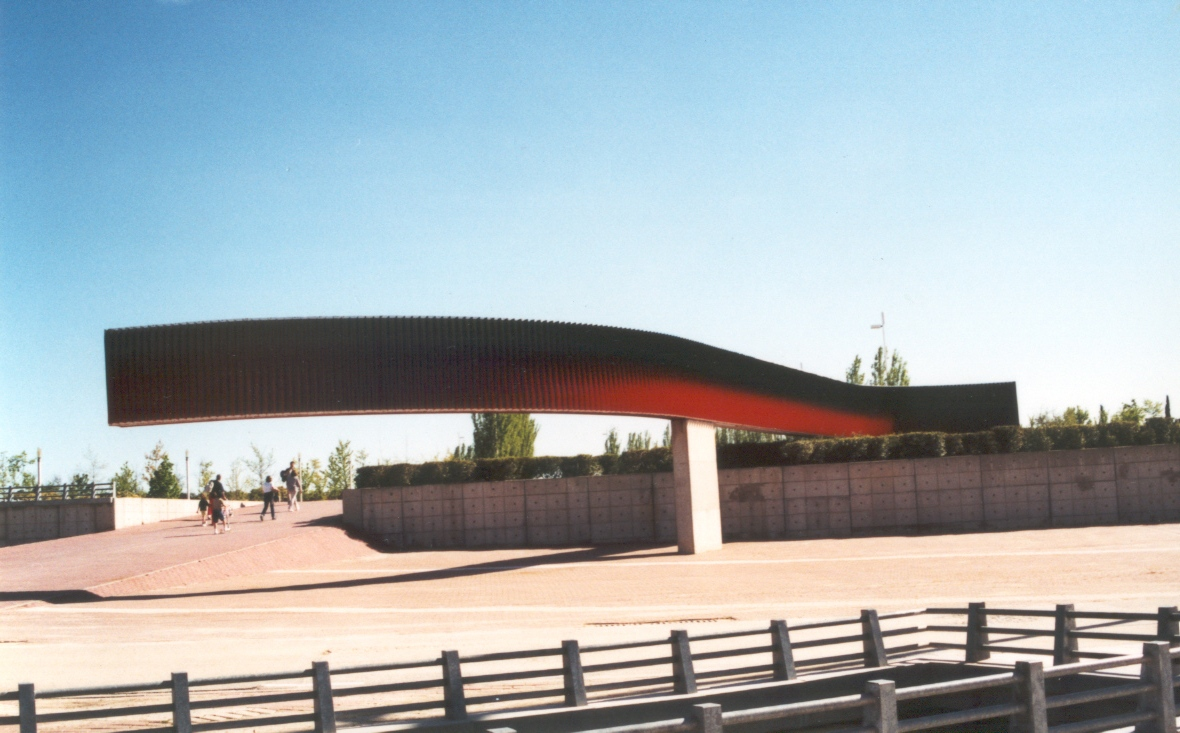
Fisicromía para Madrid (Carlos Cruz Díez, 1992)
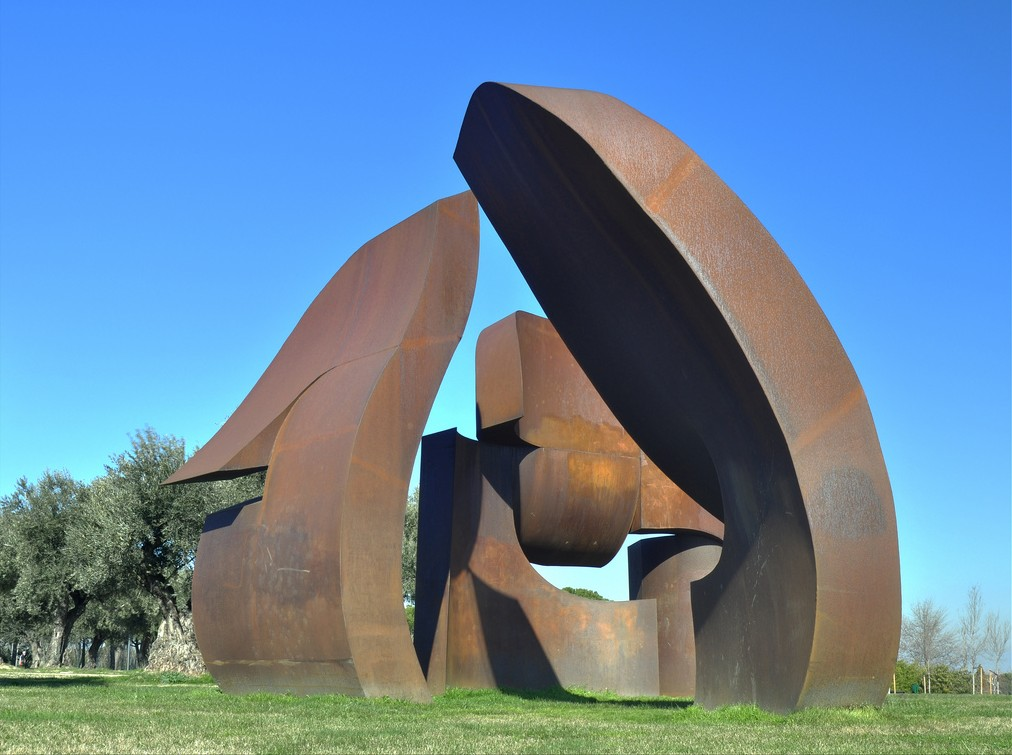
Homenaje a Galileo Galilei (Amadeo Gabino, 1992)
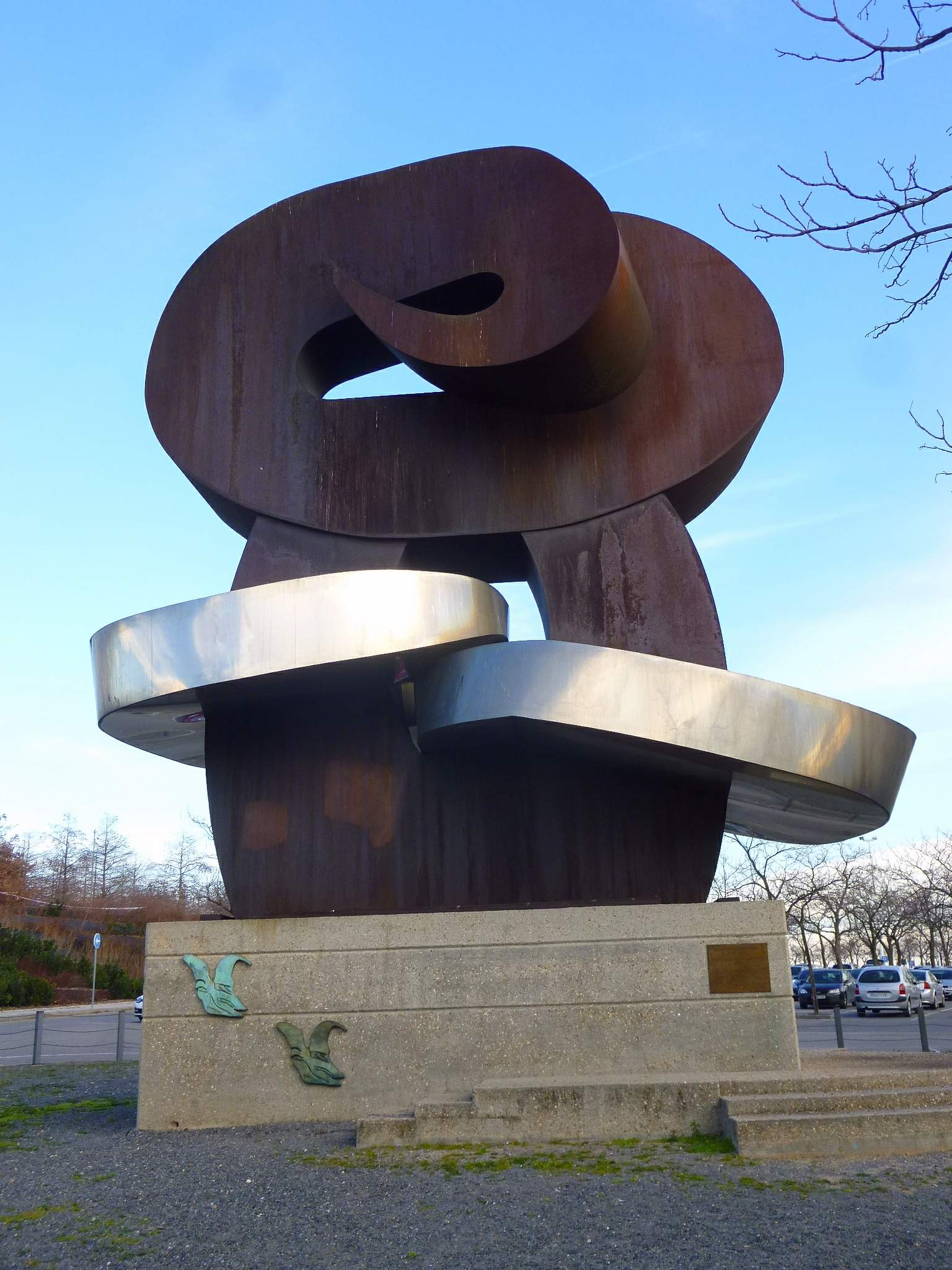
Monumento a la paz (Yolanda D'Augsburg, 1992)

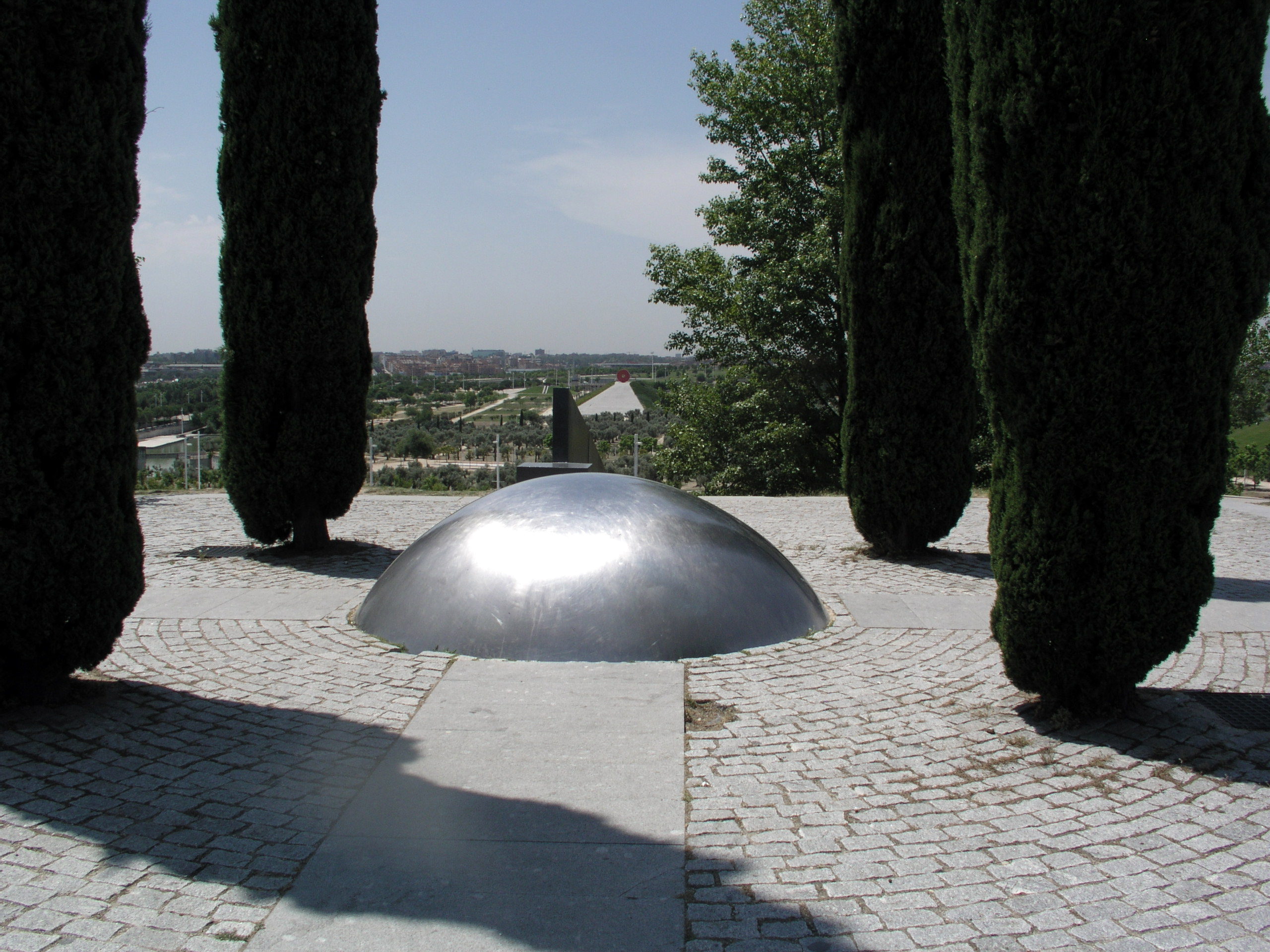
My sky hole/Madrid (Bukichi Inoue, 1992)
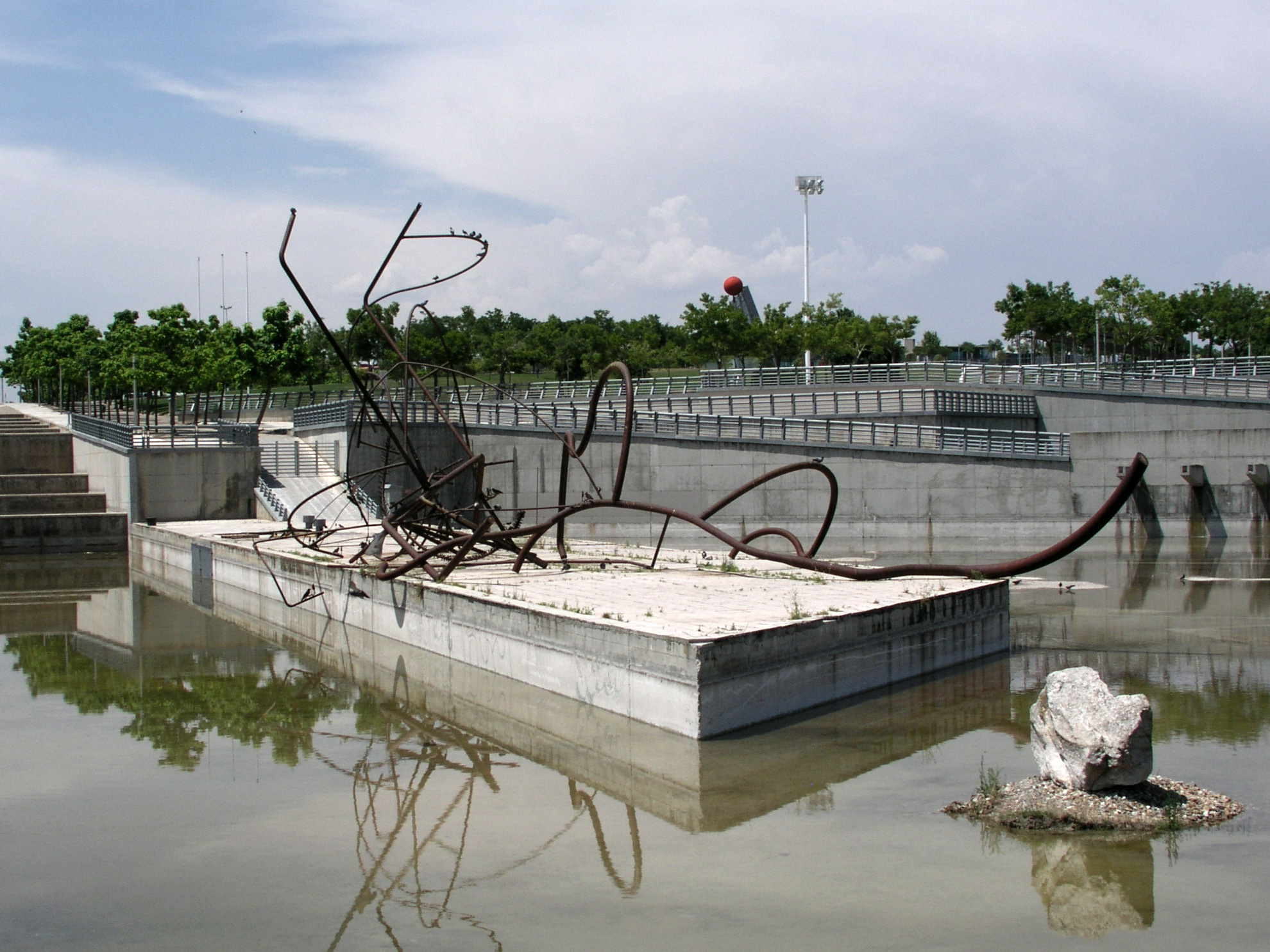
Paseo entre dos árboles (Jorge Castillo, 1995)
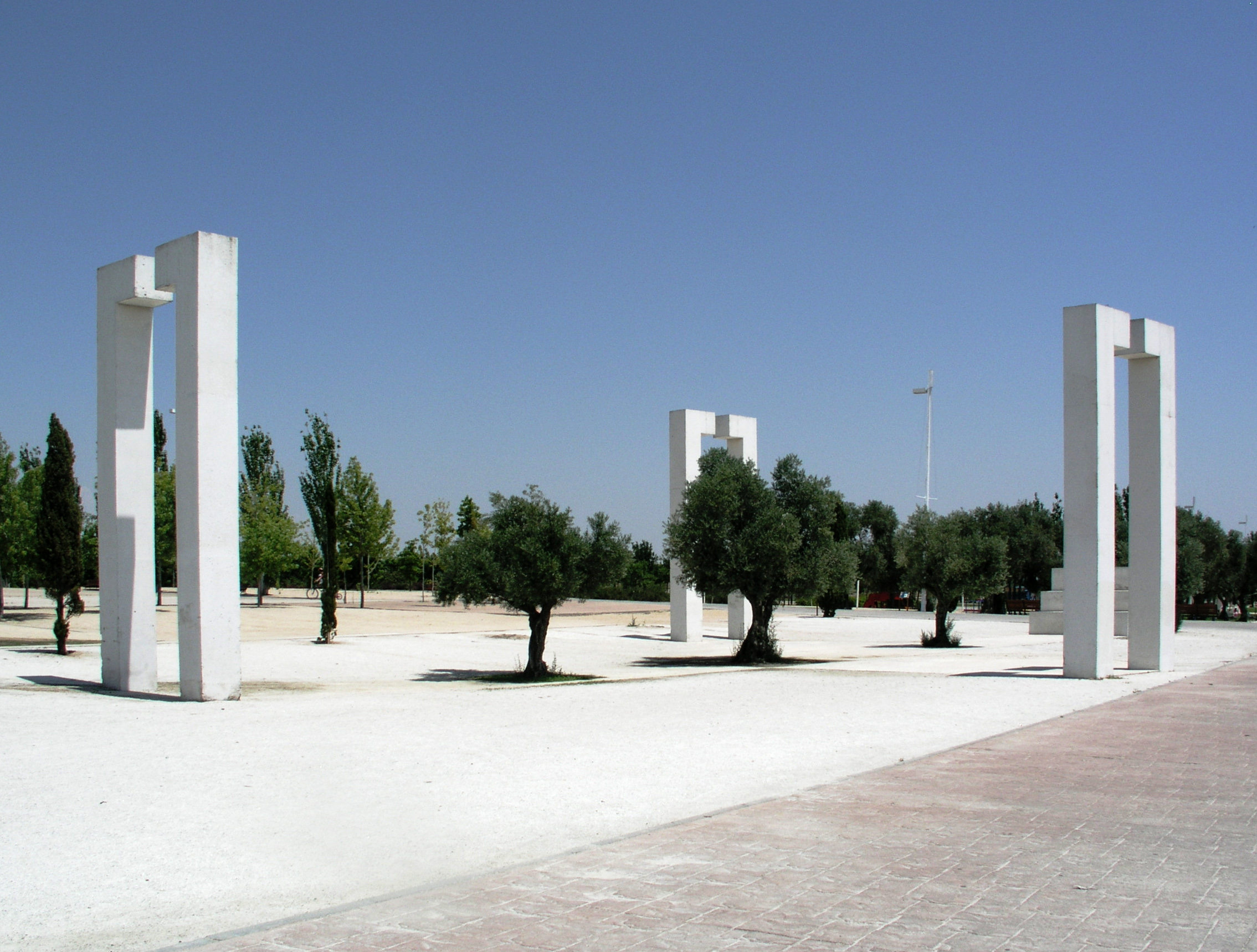
Sin título (Dani Karavan, 1992)
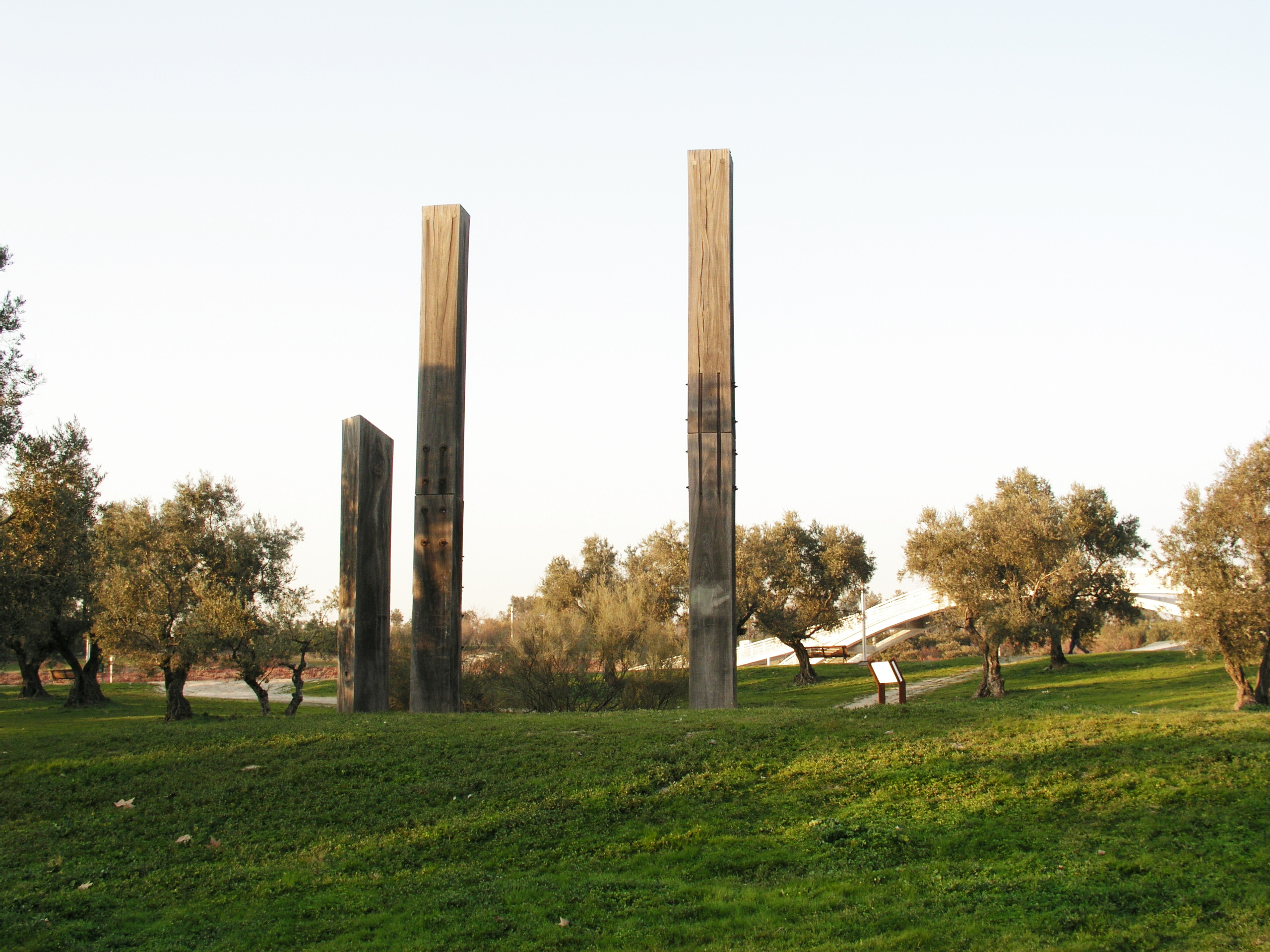
Viaje interior (Michael Warren, 1992)

## Accesos
- Líneas de autobuses: 73, 104, 112, 122
- Línea 8 del Metro de Madrid. Estación Feria de Madrid (antigua estación Campo de las Naciones) .

## Críticas
A pesar de ser uno de los parques más grandes de la capital, es uno de los menos concurridos. La planificación del parque, sin prácticamente accesos peatonales o ciclistas, hace que sea necesario el uso de vehículos para llegar hasta él. Además, numerosos caminos en el interior quedan interrumpidos, lo que dificulta su caminabilidad y ciclabilidad, desincentivando su uso.
Por otro lado, los lagos están rodeados de muros verticales, lo que complica el establecimiento de fauna en el parque, impidiendo que anfibios, mamíferos o crías de aves puedan salir libremente de los estanques.